# Peso costaricano
Il peso è stata la valuta della Costa Rica tra il 1850 e il 1896. Era inizialmente suddiviso in 8 reales e circolò insieme alla valuta precedente, il real costaricano, fino al 1864, quando la Costa Rica decimalizzò la valuta e il peso fu suddiviso in 100 centavos. Il peso fu sostituito dal colón alla pari nel 1896.

## Monete
Nel 1850 furono emesse monete d'argento in tagli da 1⁄16, ⅛ e ¼ di peso. Nel 1864 furono introdotte monete d'argento in tagli da 25 centavos e 1 peso. A queste seguirono l'anno successivo monete in cupro-nichel da ¼ e 1 centavos e monete d'argento da 5, 10 e 50 centavos; monete d'oro da 2, 5 e 10 pesos furono introdotte nel 1870. Nel 1889 le monete colombiane da 50 centavos furono contromarcate ed immesse in circolazione in Costa Rica come monete da 50 centavos.

## Banconote
Banche private emisero banconote tra il 1858 e il 1896. La prima banca a farlo fu il "Banco Nacional de Costa Rica", che emise banconote in tagli da 2 pesos, seguite da quelle da 10, 20, 25, 50 e 100 pesos. Il "Banco de Costa Rica" emise banconote in pesos tra il 1895 e il 1899, in tagli da 1, 2, 5, 10, 20 e 100 pesos. Il "Banco de la Union" emise banconote tra il 1877 e il 1889 in tagli da 1, 2, 5, 10, 25, 50 e 100 pesos. Il "Ferro Carril de Costa Rica" (ovvero le ferrovie costaricane) emise banconote nel 1872 in tagli da 10, 25 e 50 centavos, 1, 2 e 5 pesos.
Nel 1865 il governo introdusse carta moneta in tagli da 1, 5, 10, 25 e 50 pesos. Le banconote da 2 pesos furono aggiunte nel 1871.